# Zapasy na Igrzyskach Boliwaryjskich 2022
Turniej w ramach Igrzysk - 2022 został rozegrany w dniach 3 - 5 lipca w "Coliseo Colegio Comfacesar Rodolfo Campo Soto" w Valledupar.

## Tabela medalowa
Gospodarz zawodów został zaznaczony kolorem.
| Poz.  | Państwo    |    |    |    | Łącznie |
| ----- | ---------- | -- | -- | -- | ------- |
| 1.    | Wenezuela  | 8  | 5  | 2  | 15      |
| 2.    | Ekwador    | 4  | 3  | 1  | 8       |
| 3.    | Kolumbia   | 4  | 2  | 7  | 13      |
| 4.    | Chile      | 1  | 1  | 1  | 3       |
| 5.    | Dominikana | 0  | 3  | 4  | 7       |
| 6.    | Peru       | 0  | 3  | 3  | 6       |
| 7.    | Panama     | 0  | 0  | 1  | 1       |
| Razem | Razem      | 17 | 17 | 19 | 53      |

## Wyniki

### styl klasyczny
| Waga   | złoty           | srebrny              | brązowy                      |
| ------ | --------------- | -------------------- | ---------------------------- |
| 60 kg  | Dicther Toro    | Joao Benavides       | Raiber Rodríguez             |
| 67 kg  | Andrés Montaño  | Neiser Marimon       | Julián Horta Enyer Feliciano |
| 77 kg  | Wuileixis Rivas | Luis Alfredo de León | José Mosquera                |
| 87 kg  | Carlos Muñoz    | Luis Avendaño        | Pool Ambrocio                |
| 97 kg  | Luillys Pérez   | Carlos Adames        | Haner Ramírez                |
| 130 kg | Yasmani Acosta  | José Díaz            | Crhistian Bravo              |

### styl wolny mężczyzn
| Waga  | złoty              | srebrny          | brązowy                         |
| ----- | ------------------ | ---------------- | ------------------------------- |
| 57 kg | Óscar Tigreros     | Enrique Herrera  | Juan Ramírez                    |
| 65 kg | Wilfredo Rodríguez | Mauricio Sánchez | Sixto Aucapiña Álvaro Rudesindo |
| 74 kg | Anthony Montero    | Andres Ramírez   | Ángel Cortés                    |
| 86 kg | Pedro Ceballos     | Eduardo Gajardo  | Jorge Andy                      |
| 97 kg | Cristián Sarco     | Luis Pérez       | Miller Mondragon                |

### styl wolny kobiet
| Waga  | złoty                | srebrny            | brązowy            |
| ----- | -------------------- | ------------------ | ------------------ |
| 50 kg | Jacqueline Mollocana | Mariana Rojas      | Thalía Mallqui     |
| 53 kg | Lucía Yépez          | Betzabeth Argüello | Sandy Parra        |
| 57 kg | Luisa Valverde       | Tatiana Hurtado    | Antonia Valdés     |
| 62 kg | Nathaly Grimán       | Leonela Ayoví      | Katherine Rentería |
| 68 kg | Soleymi Caraballo    | Janet Sobero       | Yessica Oviedo     |
| 76 kg | Tatiana Rentería     | Génesis Reascos    | María Acosta       |